# Holanda
Holanda is een plaats in de Braziliaanse gemeente Santa Leopoldina in de staat Espírito Santo, gesticht in 1860. Het werd gesticht door Nederlandse immigranten en was de eerste Nederlandse nederzetting in Brazilië.

## Geschiedenis
Met het einde van de slavenhandel in 1850, gaat de Braziliaanse overheid op zoek naar vervangers voor het handwerk van slaven in Europa. Een groep van ongeveer 245 protestanten afkomstig uit het westen van Zeeuws-Vlaanderen, emigreert naar Brazilië. De groep komt aan in de poort van Vitória in 1858, vestigt zich in Santa Leopoldina, in Espírito Santo en sticht in 1860 de nederzetting Holanda. De immigranten zetten een bedrijf op met als doel de geproduceerde goederen te verkopen, maar het bergachtige gebied dat begroeid was met oerwoud en zonder enige infrastructuur maakt dat de geproduceerde goederen enkel voor de eigen consumptie worden geproduceerd. Deze moeilijkheden maken de expansie van de nederzetting onmogelijk.